# Carabus irregularis
Carabus irregularis là một loài bọ cánh cứng đặc hữu của châu Âu, nơi nó được quan sát thấy ở Áo, Bỉ, Bosna và Hercegovina, Croatia, Cộng hòa Séc, lục địa Pháp, Đức, Hungary, lục địa Ý, Liechtenstein, Luxembourg, Ba Lan, România, Slovakia, Slovenia, Thụy Sĩ, Ukraina và Nam Tư.

## Hình ảnh

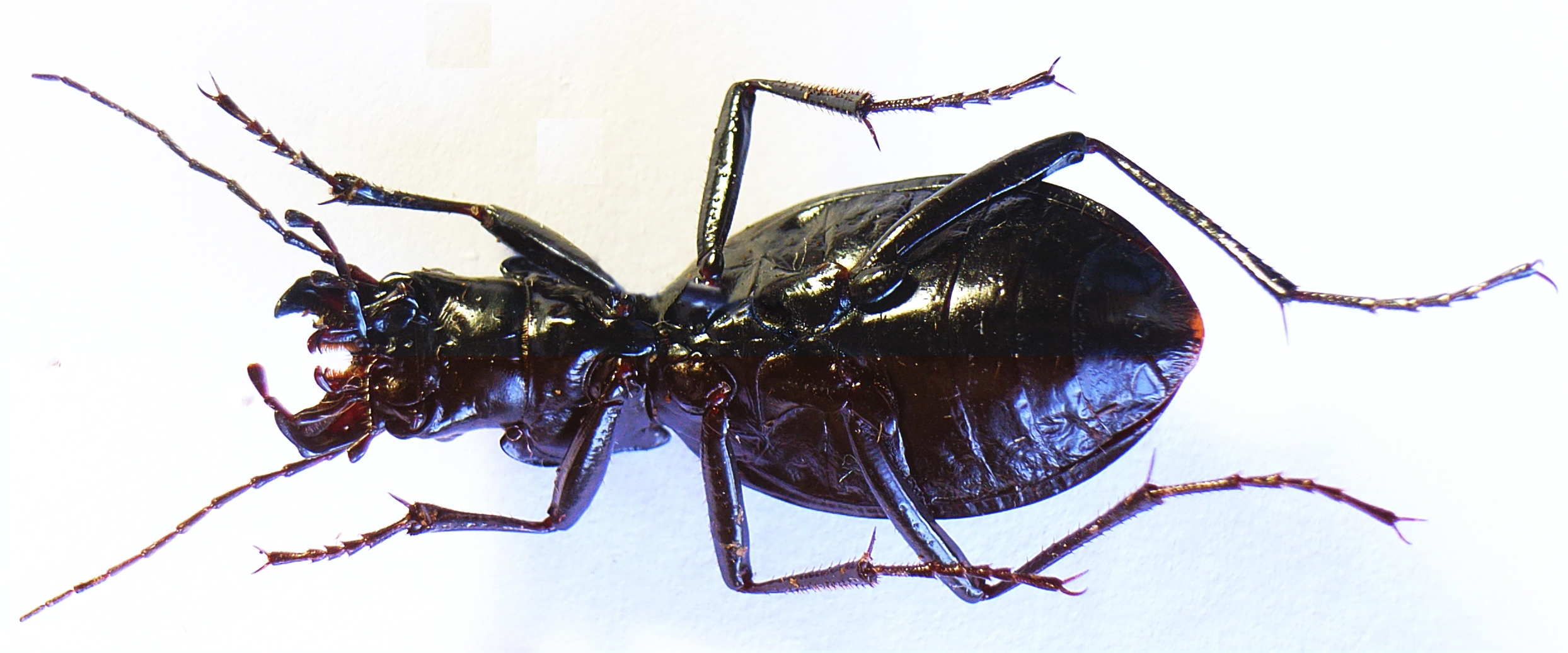
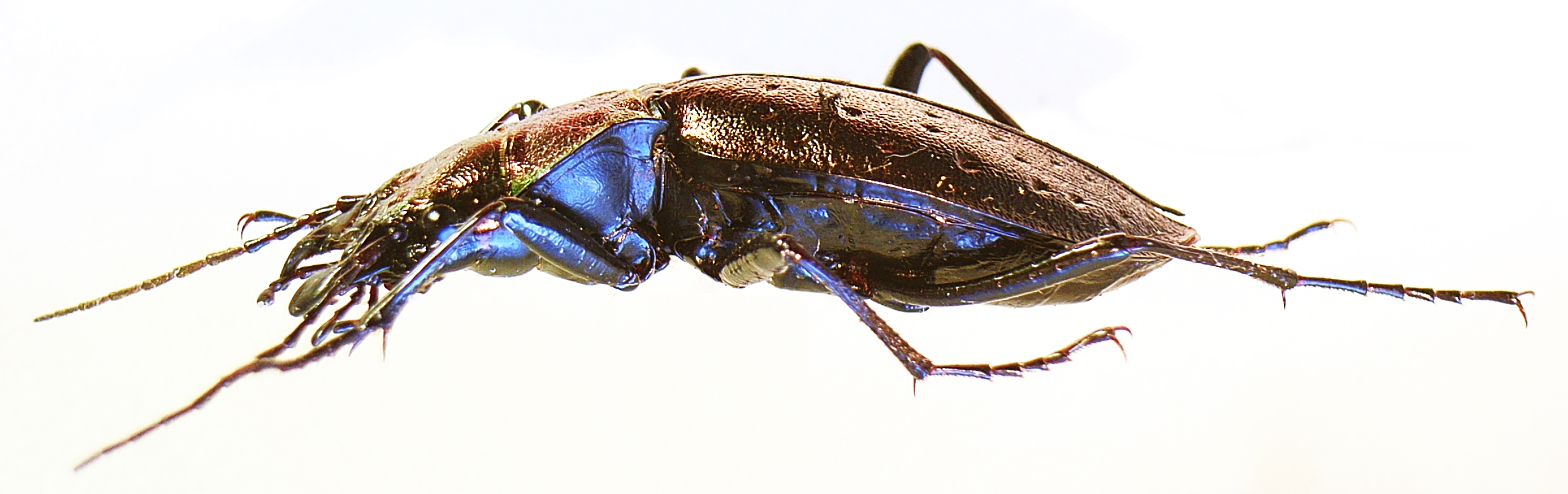
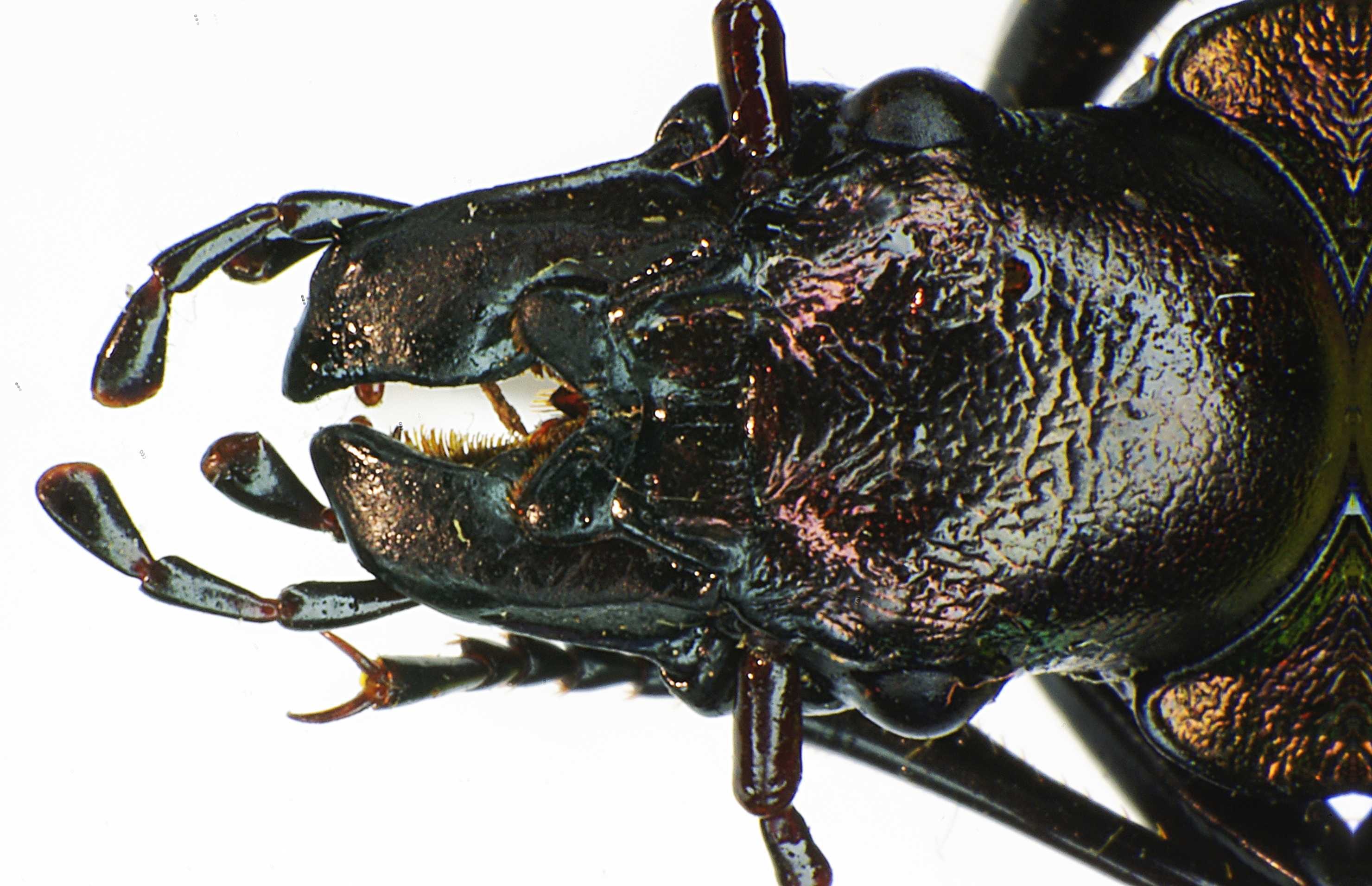
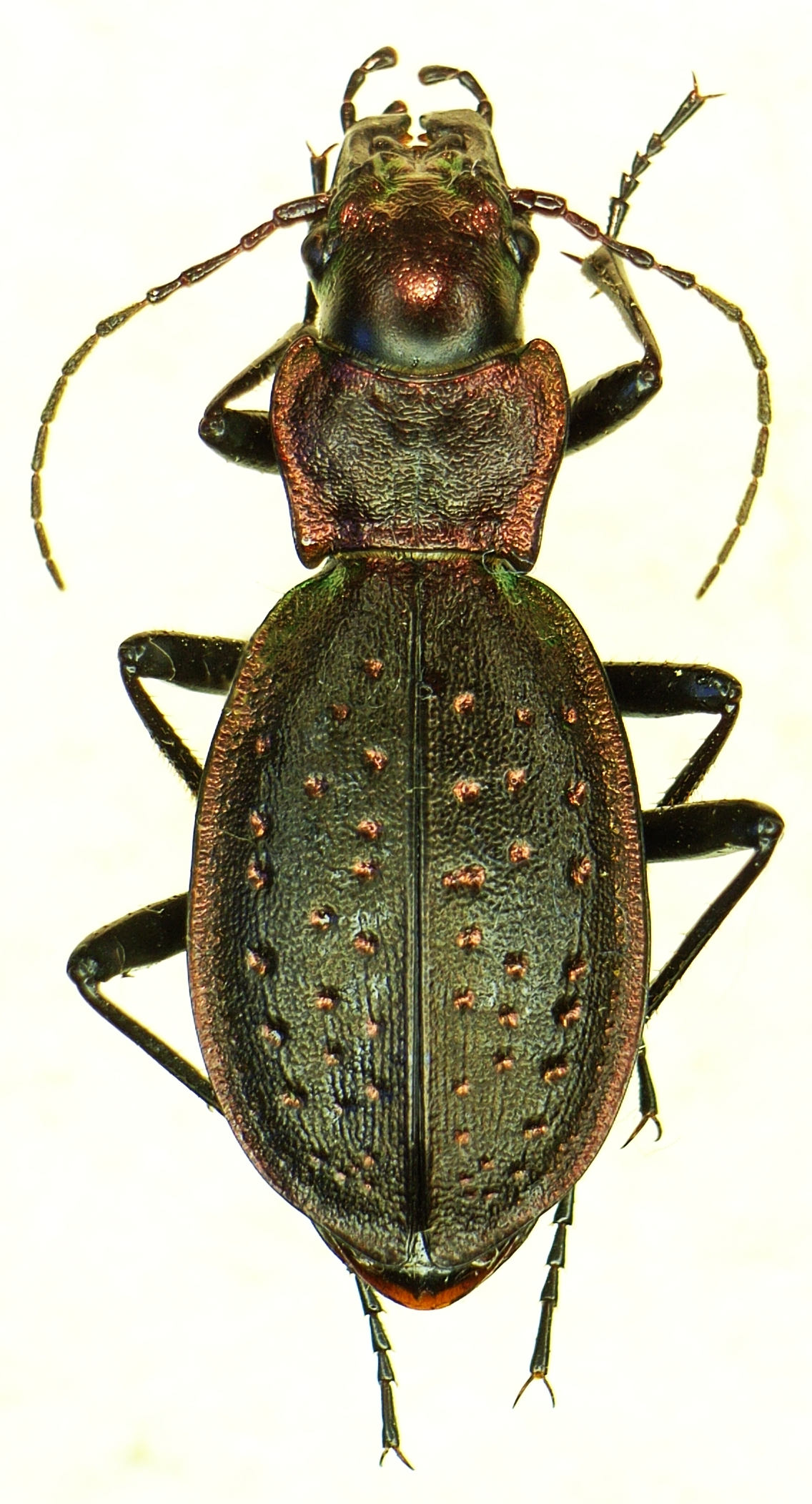